# 바우처
바우처(voucher)는 특정한 금전적 가치가 있고 특정한 이유나 특정한 상품에 대해서만 소비할 수 있는 교환 거래 채권(redeemable transaction type)의 하나이다. 주택, 여행, 음식 바우처가 그 예이다. 영수증과도 동의어이기도 하며 서비스가 수행되었거나 비용을 지출한다는 선언을 증명하는 영수증을 가리키기도 한다.
이 용어는 교육 바우처에도 흔히 사용되지만 조금은 다르다. 유의어로는 상품권, 할인권, 쿠폰이 있다.

## 관광에서
바우처는 주로 고객이 특정한 시간과 장소에서 서비스를 누릴 수 있는 권리의 하나로서 관광 부문에서 사용된다. 서비스 제공자들은 이들을 모아서 관광 운영사나 여행사로 돌려준다. 바우처의 수명은 아래와 같다:
1. 고객은 구매한 서비스에 대해 관광 운영사나 여행사로부터 바우처를 받는다.
2. 고객은 여행 사이트로 이동하여 바우처를 관련 제공자에게 전달하고 서비스 제공을 요청한다.
3. 제공자는 수집된 바우처들을 수시로 여행사나 운영사에게 보내고 해당 서비스의 지불을 요청한다.
4. 수집되지 않은 바우처들은 지불의 가치가 없다.

## 휴대전화
바우처는 고객이 SIM 카드에 돈을 재충전하고 카드의 사용 가능 기간을 연장하기 위해 판매되는 재충전 번호이다. 바우처는 일반적으로 휴대전화 사업자가 운영하는 대리점, 식품점, 주유소와 같은 소매판매처에서 판매된다.
바우처는 이탈리아와 스페인과 같은 수많은 국가에서 선불된 휴대전화에 대한 저명한 형태의 재충전 방식인데, 고객의 90% 이상이 바우처를 사용하며 영국에서는 소매점에서 60% 이상이 바우처를 구매한다.

## 인터넷
바우처는 전자바우처(e-voucher)의 형태로 온라인에서도 사용할 수 있다. 이러한 종류의 바우처들은 온라인에서 쇼핑할 때 적절한 바우처 값을 주문 시에 추가하면서 입력할 수 있다. 특정한 코드의 형태를 취할 수 있다. 수많은 회사들은 지난 수년 동안 바우처 코드를 사용하기로 결정했으나 2008년 말부터 2009년 초까지 상당한 이용 감소가 있었다. 학생 할인과 2-for-1 식당 바우처 딜과 같은 아이템을 제공하는 페이스북 그룹뿐 아니라 이러한 거래와 바우처를 온라인으로 홍보하는 수많은 인터넷 웹사이트들이 있다. 수많은 기업들이 쿠폰을 통해 자체 비즈니스를 시작해왔다. 이는 제휴 마케팅을 통해 이루어진다. 

## 같이 보기
- 쿠폰
- 기프트카드